# All the Love That I Ever Needed
All the Love That I Ever Needed è un singolo del cantautore britannico James Blunt, pubblicato il 22 settembre 2023 come secondo estratto dal settimo album in studio Who We Used to Be.

## Descrizione
Il brano è stato scritto da James Blunt e Nick Hahn, che lo ha prodotto insieme a Dan Priddy e Mark Crew. Il testo della canzone riflette su una relazione sentimentale significativa. In Italia il brano è stato pubblicato come terzo singolo dell'album, dopo The Girl That Never Was, il 9 febbraio 2024.

## Video musicale
Il lyric video del brano è stato pubblicato sul canale YouTube del cantautore a quasi cinque mesi di distanza dall'uscita del singolo, il 9 febbraio 2024.

## Tracce
Testi e musiche di James Blunt e Nick Hahn.
1. All the Love That I Ever Needed – 3:17

Streaming
1. All the Love That I Ever Needed – 3:17
2. Beside You – 3:05